# Урош Виловски
Урош Виловски (25. фебруар 1985, Сента) је српски рукометаш и репрезентативац.
Висок је 1,93 метара, а тежак је 103 килограма. Тренутно наступа за румунски Баја Маре. Раније је играо за РК Веспрем, са којим је наступао у ЕХФ Лиги шампиона.
Са српским националним тимом играо је на Европском првенству 2010, као и на Светском првенству 2011. а до децембра 2010. за њу је одиграо 37 утакмица у којима је постигао 82 гола.

## Трофеји
Веспрем
- Првенство Мађарске : 2008, 2009, 2010, 2011, 2012, 2014.
- Куп Мађарске : 2009, 2010, 2011, 2012.
- ЕХФ Куп победника купова : 2008.

 Монпеље
- Куп Француске : 2013.